# Kościerzyna (gmina wiejska)
Kościerzyna – gmina wiejska w województwie pomorskim, w powiecie kościerskim. W latach 1975–1998 gmina położona była w województwie gdańskim.
Gmina Kościerzyna jest największą gminą powiatu kościerskiego. Położona jest na terenie Szwajcarii Kaszubskiej i Borów Tucholskich.
Siedziba gminy to Kościerzyna.
Gmina powstała 1 stycznia 1992 r. przez podział gminy miejsko-wiejskiej na mocy Rozporządzenia Rady Ministrów z dnia 26 września 1991 r.
Według danych z grudnia 2019 roku gminę zamieszkiwały 15862 osoby, w tym 7973 mężczyzn i 7889 kobiet, przy gęstości zaludnienia 50 osób/km kw.
Większość mieszkańców gminy posiada kaszubskie korzenie.
4 lipca 2013 r. w gminie Kościerzyna wprowadzono 52 kaszubskie nazwy dla wsi, części wsi i osad (nie wprowadzono dodatkowych nazw dla 1 wsi, 17 części wsi i 5 osad). W poprzedzających wprowadzenie dwujęzyczności konsultacjach społecznych wzięło udział 2014 osób (ponad 18% uprawnionych), spośród których za wprowadzeniem nazw kaszubskich głosowało 97% mieszkańców.

## Struktura powierzchni
Według danych z roku 2018 gmina Kościerzyna ma obszar 310,15 km², w tym:
- 47,38% pokryte lasami;
- 29,47% gruntami rolnymi;
- 5,47% jeziorami i rzekami.

Gmina stanowi 26,6% powierzchni powiatu.

## Transport
Przez gminę przebiegają: droga krajowa nr 20 (ze Stargardu do Gdyni), droga wojewódzka nr 214 (z Łeby do Warlubia) i droga wojewódzka nr 221 (z Gdańska do Kościerzyny) oraz linie kolejowe: 201 (Nowa Wieś Wielka – Gdynia), 211 (do Chojnic), a w przeszłości 233 (do Pszczółek).
Na terenie gminy funkcjonuje lądowisko Korne.

## Przyroda, turystyka i atrakcje
Przez gminę przebiegają trzy szlaki regionalne: „Kaszubski”, „Kamiennych Kręgów” i „Wdzydzki” o łącznej długości 64 km.
Przez gminę Kościerzyna przebiega 80 km szlaków wodnych, jest w niej ponad 60 jezior. Sześć z nich zajmuje powierzchnię ponad 100 ha, największe to jezioro Wdzydze zwane „Kaszubskim Morzem”, które wraz ze swymi ramionami (Radolne, Jeleń i Gołuń) zajmuje powierzchnię 1430 ha. Większość jezior znajduje się w pierwszej klasie czystości, pozostałe w drugiej.
Na terenie gminy Kościerzyna znajduje się najstarszy na ziemiach polskich skansen – Muzeum – Kaszubski Park Etnograficzny we Wdzydzach. Początki Muzeum we Wdzydzach sięgają 1906 r. Jego twórcami byli Teodora i Izydor Gulgowscy. Obecnie, już ponad 100 – letnie, muzeum to 22 ha obszaru położonego nad brzegiem jeziora Gołuń zabudowanego obiektami regionalnej architektury.
Jarmark Wdzydzki – największa na Kaszubach letnia impreza folklorystyczna, która odbywa się w muzeum na wolnym powietrzu. Tradycyjnie – od 1973 r. – dzieje się zawsze w trzecią sobotę i niedzielę lipca na terenie Muzeum we Wdzydzach. Swoje wyroby wystawiają twórcy ludowi i rękodzielnicy, odbywają się warsztaty wiejskich zajęć i rzemiosł. Jarmarkowi towarzyszą koncerty i występy zespołów folklorystycznych, wiejskich teatrzyków, kabaretów i gawędziarzy. To też okazja do spróbowania specjałów regionalnych kuchni.
Wdzydzki Park Krajobrazowy został utworzony 15 czerwca 1983 roku. Powierzchnia parku wynosi 17,8 tys. ha, w tym lasy i zadrzewienia pokrywają 64% obszaru, grunty orne 10%, a wody powierzchniowe 11%. Park otacza otulina o powierzchni 15,2 tys. ha. W granicach WPK znajdują się grunty administrowane przez pięć gmin: Kościerzyna, Dziemiany, Karsin, Lipusz, Stara Kiszewa oraz Lasy Państwowe, na których gospodarują Nadleśnictwa Kościerzyna i Lipusz. Decyzją obradującej w Paryżu Międzynarodowej Rady Koordynacyjnej programu Człowiek i Biosfera, 2 czerwca 2010 r. Wdzydzki Park Krajobrazowy oraz parki: Tucholski, Wdecki i Zaborski, zostały włączone do Rezerwatu Biosfery „Bory Tucholskie”. Jest to wyznaczony obszar chroniony zawierający cenne zasoby przyrodnicze, między innymi wiele naturalnych ekosystemów wodnych, torfowiskowych i leśnych.
Na terenie Stanicy Wodnej PTTK we Wdzydzach stoi wieża widokowa o wysokości 35,6 m. Ta budowla o drewnianej konstrukcji posiada trzy platformy widokowe, usytuowane na wysokości 10, 20 i 30 metrów. Na najwyższej platformie widokowej zainstalowano lunetę, która przybliża obserwatorom widok na jezioro Wdzydze. Tuż przy obiekcie znajduje się wiata edukacyjna, w której można poznać walory fauny i flory Wdzydzkiego Parku Krajobrazowego. Z wieży widokowej zobaczyć można panoramę Wdzydz i Krzyż Jezior Wdzydzkich z licznymi półwyspami i drugą co do wielkości wyspą jeziorną w Polsce – Ostrowem Wielkim.
Rezerwat Biosfery Bory Tucholskie jest największym rezerwatem biosfery w Polsce, jednym z największych kompleksów leśnych w kraju. Obejmuje swoim zasięgiem obszar o powierzchni 319 525 ha. Ponad 60% powierzchni rezerwatu zajmują lasy. Na tym obszarze zlokalizowanych jest 13 nadleśnictw z 3 RDLP (Toruń, Gdańsk, Szczecinek): Czersk, Dąbrowa, Osie, Przymuszewo, Rytel, Tuchola, Trzebciny, Woziwoda, Zamrzenica, Kaliska, Kościerzyna, Lipusz, Osusznica.
Diabelski Kamień w Owśnicach – jeden z „czarcich głazów” przywleczonych przez lądolód ze Skandynawii do północnej części Polski. Legenda głosi, że tym właśnie kamieniem diabeł chciał zablokować Bramę Wyżynną, żeby pobożni kaszubscy pielgrzymi nie mogli dostać się do Gdańska. Ponieważ diabeł bał się światła, leciał z ogromnym głazem w swoich szponach nocą. Zaskoczyło go jednak pianie koguta, zapowiadające nadchodzący świt. Upuścił kamień z wysoka, wydrążył w nim małą dziurkę i tam się skrył, aby przeczekać do zmierzchu. Rankiem zaskoczeni Kaszubi postanowili, że zamiast stawiać zaplanowaną w tym miejscu kapliczkę, w dziurkę ogromnego głazu wstawią krzyż. Prawdopodobnie we wnętrzu skały diabeł siedzi po dziś dzień. Kamień opisany legendą jest jednym z największych głazów narzutowych na Kaszubach. Jego obwód to aż 13,2 m, szerokość wynosi 4,7 m, a wysokość ponad 2,2 m.
W odległości około 9 km od Kościerzyny, w miejscowości Łubiana, znajduje się największa w Polsce i najnowocześniejsza fabryka porcelany stołowej LUBIANA S.A. Zakład, zatrudniający ponad 1400 osób, produkuje miesięcznie 3,5 mln sztuk wyrobów, a rocznie opuszcza fabrykę ponad 12 000 ton porcelany. Fabryka dostarcza zastawy stołowe do najbardziej renomowanych hoteli – polskich i zagranicznych. Dla chętnych istnieje możliwość zorganizowania wycieczki po fabryce w Łubianie.
W Garczynie, przy jeziorze Garczyn funkcjonuje Powiatowe Centrum Młodzieży. To ośrodek szkolenia żeglarskiego oraz siedziba Uczniowskiego Klubu Sportowego „Wodniacy Garczyn”. Od lipca 2012 roku Klub jest oficjalnie członkiem Pomorskiego Okręgowego Związku Żeglarskiego, a od października 2013 roku członkiem Pomorskiego Okręgowego Związku Motorowodnego i Narciarstwa Wodnego.

## Oświata
Szkoły prowadzone przez gminę Kościerzyna:
- Szkoła Podstawowa w Kaliskach
- Zespół Kształcenia w Łubianie
- Szkoła Podstawowa w Kornem
- Szkoła Podstawowa w Niedamowie
- Zespół Szkolno-Przedszkolny w Nowym Klinczu
- Zespół Szkół w Skorzewie
- Zespół Szkół w Wąglikowicach
- Zespół Kształcenia w Wielkim Klinczu
- Szkoła Podstawowa w Wielkim Podlesiu

## Folklor
Zespół Folklorystyczny „Kaszubskie Nuty” powstał w 1992 roku. Grupa wywodzi się z Nowego Klincza. Wyróżnieniami zakończyły się występy „Kaszubskich Nut” podczas Przeglądu Kapel i Zespołów Ludowych i Stylizowanych w Szydłowcu, Przeglądu Dziecięcych Zespołów Folklorystycznych Kaszub i Kociewia we Wdzydzach, Kaszubskiego Przeglądu Zespołów Folklorystycznych o „Cytrę Wicka Rogali” w Brusach, Międzynarodowego Festiwalu Spółdzielczych Zespołów Artystycznych „Tęcza Polska” organizowanego przez Krajową Radę Spółdzielczą oraz Urząd Miejski w Polanicy Zdroju. Zespół został uhonorowany odznaką „Zasłużony dla Kultury Polskiej” od Ministra Kultury i Dziedzictwa Narodowego.

## Koła Gospodyń Wiejskich

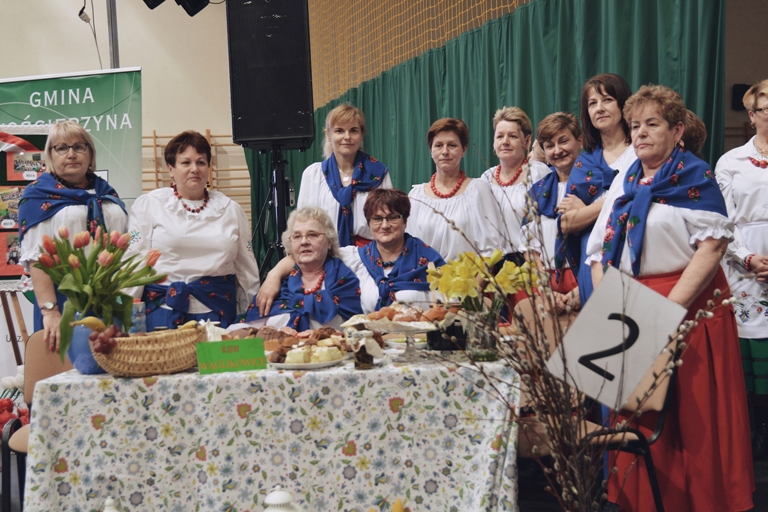
Koło Gospodyń Wiejskich z Wąglikowic podczas gminnego Turnieju Kół Gospodyń Wiejskich.

W Gminie Kościerzyna działa 13 Kół Gospodyń Wiejskich. Co roku w Wielkim Klinczu odbywają się gminne Turnieje Kół Gospodyń Wiejskich. Na przestrzeni lat KGW Nowy Klincz, KGW „Sąsiadki Aparatki” z Wielkiego Klincza i KGW Wąglikowice reprezentowały powiat kościerski podczas Wojewódzkich Turniejów Kół Gospodyń Wiejskich. Największy sukces odniosły „Sąsiadki Aparatki” z Wielkiego Klincza, które w 2014 roku zdobyły wojewódzkie Grand Prix.

## Demografia
Dane z 30 czerwca 2004:
| Opis                              | Ogółem | Ogółem | Kobiety | Kobiety | Mężczyźni | Mężczyźni |
| --------------------------------- | ------ | ------ | ------- | ------- | --------- | --------- |
| Jednostka                         | osób   | %      | osób    | %       | osób      | %         |
| Populacja                         | 12 957 | 100    | 6399    | 49,4    | 6558      | 50,6      |
| Gęstość zaludnienia [mieszk./km²] | 41,8   | 41,8   | 20,6    | 20,6    | 21,1      | 21,1      |

Liczba ludności na dzień 31 grudnia:

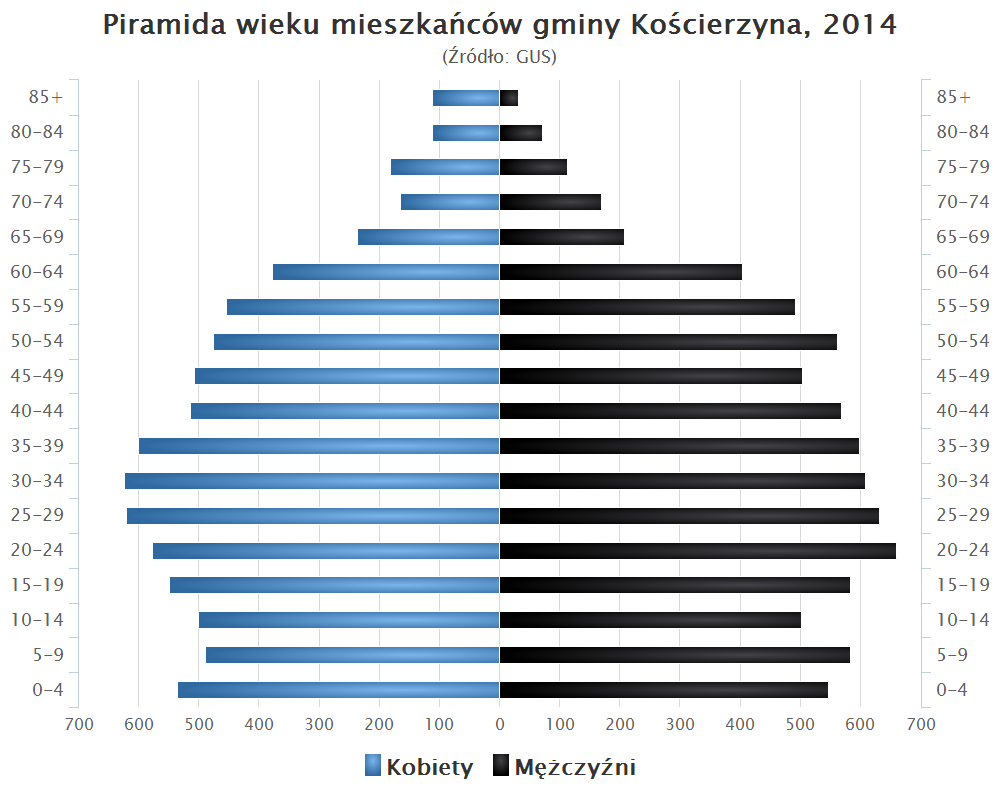
Piramida wieku mieszkańców gminy Kościerzyna w 2014 roku

- 2006 – 13750
- 2007 – 14017
- 2008 – 14278
- 2009 – 14537
- 2010 – 14791
- 2011 – 14975
- 2012 – 15101
- 2013 – 15215[16]
- 30.06.2018 – 15666[3]

## Sołectwa gminy Kościerzyna
W skład gminy wchodzi 36 sołectw: Czarlina, Cząstkowo, Dębogóry, Dobrogoszcz, Gostomie, Grzybowo, Juszki, Kaliska Kościerskie, Kłobuczyno, Korne, Kościerska Huta, Kościerzyna-Wybudowanie, Loryniec, Łubiana, Małe Stawiska, Mały Klincz, Mały Podleś, Niedamowo, Nowa Kiszewa, Nowa Wieś Kościerska, Nowy Klincz, Nowy Podleś, Puc, Rotembark, Sarnowy, Skorzewo, Stawiska, Sycowa Huta, Szarlota, Szenajda, Wąglikowice, Wdzydze, Wielki Klincz, Wielki Podleś, Wieprznica, Zielenin
| Sołectwo                | Powierzchnia ha | Liczba mieszkańców | Miejscowości                                                          |
| ----------------------- | --------------- | ------------------ | --------------------------------------------------------------------- |
| Czarlina                | 370,9886        | 139                | Czarlina, Czarlina-Osada, Skoczkowo                                   |
| Częstkowo               | 823,6937        | 173                | Częstkowo, Fingrowa Huta, Ludwikowo                                   |
| Dębogóry                | 267,3155        | 145                | Dębogóry                                                              |
| Dobrogoszcz             | 429,5516        | 204                | Dobrogoszcz                                                           |
| Gostomie                | 165,3394        | 174                | Gostomie, Glinki, Plon, Wygoda, Złotowo                               |
| Grzybowo                | 1213,2220       | 230                | Grzybowo, Grzybowski Młyn                                             |
| Juszki                  | 801,2657        | 118                | Dębrzyno, Juszki                                                      |
| Kaliska                 | 904,0946        | 445                | Kaliska Kościerskie                                                   |
| Kłobuczyno              | 1395,4928       | 620                | Kłobuczyno                                                            |
| Korne                   | 1968,3681       | 512                | Kania, Korne, Nowa Karczma                                            |
| Kościerska Huta         | 269,8810        | 424                | Kościerska Huta                                                       |
| Kościerzyna Wybudowanie | 195,4170        | 672                | Kościerzyna-Wybudowanie                                               |
| Loryniec                | 850,2495        | 174                | Loryniec, Szludron, Wawrzynowo                                        |
| Łubiana                 | 1423,7591       | 2357               | Łubiana                                                               |
| Małe Stawiska           | 232,7800        | 54                 | Małe Stawiska                                                         |
| Mały Klincz             | 635,4916        | 487                | Mały Klincz                                                           |
| Mały Podleś             | 272,2100        | 128                | Mały Podleś                                                           |
| Niedamowo               | 1166,6962       | 438                | Kowalki, Niedamowo, Smolniki, Piekło, Nowe Niedamowo                  |
| Nowa Kiszewa            | 503,6601        | 257                | Nowa Kiszewa                                                          |
| Nowa Wieś               | 625,9827        | 347                | Nowa Wieś Kościerska                                                  |
| Nowy Klincz             | 566,4071        | 813                | Nowy Klincz, Wętfie                                                   |
| Nowy Podleś             | 186,3241        | 118                | Nowy Podleś                                                           |
| Puc                     | 538,1283        | 215                | Dąbrówka, Puc                                                         |
| Rotembark               | 389,2224        | 165                | Rotembark                                                             |
| Sarnowy                 | 507,4113        | 222                | Sarnowy                                                               |
| Skorzewo                | 1734,7055       | 1606               | Skorzewo, Młyn-Skorzewo                                               |
| Stawiska                | 498,5900        | 291                | Stawiska                                                              |
| Sycowa Huta             | 1266,5743       | 201                | Lizaki, Sycowa Huta                                                   |
| Szarlota                | 2223,1430       | 190                | Kościerzyna-Stare Nadleśnictwo, Rybaki, Szarlota, Wierzysko-Leśnictwo |
| Szenajda                | 669,700         | 75                 | Szenajda                                                              |
| Wąglikowice             | 804,5827        | 533                | Czplewo, Wąglikowice                                                  |
| Wdzydze                 | 2558,0591       | 212                | Gołuń, Kruszyna, Wdzydze, Zabrody, Krzyż                              |
| Wielki Klincz           | 1377,8386       | 2321               | Gościeradz, Graniczny Młyn, Jeziorki, Wielki Klincz                   |
| Wielki Podleś           | 589,9637        | 298                | Wielki Podleś                                                         |
| Wieprznica              | 830,7024        | 105                | Czarne Pustkowie, Garczyn, Owśnice, Wieprznica                        |
| Zielenin                | 630,5431        | 204                | Będominek, Kula Młyn, Zielenin                                        |

## Miejscowości niesołeckie
Będominek, Czarlina-Osada, Czarne Pustkowie, Dębrzyno, Dąbrówka, Fingrowa Huta, Garczyn, Gołuń, Gościeradz, Grzybowski Młyn, Kania, Kruszyna, Kula-Młyn, Lizaki, Ludwikowo, Nowa Karczma, Owśnice, Owśniczka, Plon, Rybaki, Skoczkowo, Smolniki, Szludron, Wawrzynowo, Wygoda, Wętfie, Zabrody, Złotowo.

## Ochrona przyrody
- Rezerwat przyrody Czapliniec w Wierzysku

Data uznania: 1981-01-01
Powierzchnia [ha]: 10,3300
Rodzaj rezerwatu: leśny
Typ rezerwatu: fitocenotyczny
Podtyp rezerwatu: zbiorowisk leśnych
Typ ekosystemu: leśny i borowy
Podtyp ekosystemu: lasów nizinnych
- Wdzydzki Park Krajobrazowy

Data utworzenia: 1983-06-15
Powierzchnia [ha]: 17832,0000
- Kaszubski Park Krajobrazowy

Data utworzenia: 1983-06-15
Powierzchnia [ha]: 33202,0000
- Obszar chronionego krajobrazu Gowidliński

Data wyznaczenia: 1994-12-10
Powierzchnia [ha]: 14736,0000
Opis wartości przyrodniczej i krajobrazowej: Gowidliński Obszar Chronionego Krajobrazu charakteryzuje się silnie rozbudowaną siecią hydrograficzną z licznymi jeziorami w tym lobeliowymi (Miemino, Długie i inne). Jeziora Gowidlińskie i Mausz należą do większych na Pojezierzu Kaszubskim. Powierzchnia 14736 ha.
- Zespół przyrodniczo-krajobrazowy Rynna Raduńska

Data ustanowienia: 1998-09-29
Powierzchnia [ha]: 3137,0000
- Obszar chronionego krajobrazu Lipuski

Data wyznaczenia: 1994-12-10
Powierzchnia [ha]: 17148,0000
Opis wartości przyrodniczej i krajobrazowej: Lipuski Obszar Chronionego Krajobrazu zajmuje tereny leśne i dolinę Wdy, położone na zachód i północny zachód od Wdzydzkiego Parku Krajobrazowego. Większość powierzchni zajmują pola sandrowe porośnięte lasem sosnowym. Rzeźbę terenu urozmaicają ciągi moren czołowych i dennych, a przede wszystkim układ rynien w rejonie Lipusza. Liczne są jeziora wytopiskowe i rynnowe. Przepływająca przez ten obszar rzeka Wda oraz jej dopływ Trzebiocha, są rzekami czystymi i miejscem tarła troci wdzydzkiej. Powierzchnia wynosi 171,48 km².
- Obszar chronionego krajobrazu Doliny Wierzycy

Data wyznaczenia: 1994-12-10
Powierzchnia [ha]: 10784,0000
Opis wartości przyrodniczej i krajobrazowej: Opis wartości przyrodniczej i krajobrazowej: Obszar Chronionego Krajobrazu Doliny Wierzycy został objęty ochroną ze względu na bardzo duże walory krajobrazowe i estetyczne związane z bogatą raeźbą terenu oraz zgrupowanie interesujących gatunków flory i fauny. Dolina rzeki Wierzycy charakteryzuje się bogactwem elementów morfologicznych takich jak dno z meandrującym silnie korytem i starorzeczami, zbocza z systemem terasów. Wierzyca łączy się z wieloma jeziorami. Jednym z ciekawszych ze względu na bogatą awiofaunę jest jez. Krąg. Dużą wartością przyrodniczą odznaczają się dobrze zachowane lasy bukowo-dębowe w pobliżu miejscowości Pogódki.
- Obszar chronionego krajobrazu Polaszkowski

Data wyznaczenia: 1994-12-10
Powierzchnia [ha]: 2448,0000
Opis wartości przyrodniczej i krajobrazowej: Polaszkowski Obszar Chronionego Krajobrazu obejmuje centralną część Pojezierza Polaszkowsko-Grabowskiego. Wyznaczony został ze względu na walory krajobrazowe ciągu jezior rynnowych (Wierzchołek, Średnik, Gubel, Sobącz, Małe Liniewskie i Polaszkowskie) otoczonych pagórkami moreny czołowej i dennej.
- Zespół przyrodniczo-krajobrazowy Rynna Dąbrowsko-Ostrzycka

Data ustanowienia: 1998-09-29
Powierzchnia [ha]: 1756,0000
- Obszar natura 2000 Leniec nad Wierzycą

Data wyznaczenia: 2011-03-01
Kod obszaru: PLH220073
Rodzaj ochrony: Dyrektywa siedliskowa
Powierzchnia [ha]: 24,9600
- Obszar natura 2000 Wielki Klincz

Data wyznaczenia: 2011-03-01
Kod obszaru: PLH220083
Rodzaj ochrony: Dyrektywa siedliskowa
Powierzchnia [ha]: 288,2300
- Obszar natura 2000 Rynna Dłużnicy

Data wyznaczenia: 2011-03-01
Kod obszaru: PLH220081
Rodzaj ochrony: Dyrektywa siedliskowa
Powierzchnia [ha]: 353,4300
- Obszar natura 2000 Dąbrówka

Data wyznaczenia: 2011-03-01
Kod obszaru: PLH220088
Rodzaj ochrony: Dyrektywa siedliskowa
Powierzchnia [ha]: 504,5900
- Obszar natura 2000 Uroczyska Pojezierza Kaszubskiego

Data wyznaczenia: 2011-03-01
Kod obszaru: PLH220095
Rodzaj ochrony: Dyrektywa siedliskowa
Powierzchnia [ha]: 3922,3000
- Obszar natura 2000 Jeziora Wdzydzkie

Data wyznaczenia: 2009-03-06
Kod obszaru: PLH220034
Rodzaj ochrony: Dyrektywa siedliskowa
Powierzchnia [ha]: 13583,7500
- Obszar natura 2000 Nowa Sikorska Huta

Data wyznaczenia: 2011-03-01
Kod obszaru: PLH220090
Rodzaj ochrony: Dyrektywa siedliskowa
Powierzchnia [ha]: 174,7100
- Obszar natura 2000 Piotrowo

Data wyznaczenia: 2011-03-01
Kod obszaru: PLH220091
Rodzaj ochrony: Dyrektywa siedliskowa
Powierzchnia [ha]: 483,0300
- Obszar natura 2000 Bory Tucholskie

Data wyznaczenia: 2008-11-14
Kod obszaru: PLB220009
Rodzaj ochrony: Dyrektywa ptasia
Powierzchnia [ha]: 322535,9000
- Pomnik przyrody Dąb Grzegorz

Data ustanowienia: 1973-10-16
Typ pomnika:Jednoobiektowy
Rodzaj tworu:drzewo
Gatunek drzewa:Dąb szypułkowy – Quercus robur
Wysokość [m]:23
Pierśnica [cm]:169
Opis pomnika: drzewo schorowane, rozległa martwica, obwód: 530 cm
- Pomnik przyrody Król Wawrzynów

Data ustanowienia: 2007-05-24
Typ pomnika:Jednoobiektowy
Rodzaj tworu:drzewo
Gatunek drzewa:Buk pospolity (Buk zwyczajny) – Fagus sylvatica
Wysokość [m]:16
Pierśnica [cm]:80
Opis pomnika: buk pospolity odmiana purpurowa, drzewo zdrowe, obwód: 310 cm
- Pomnik przyrody Grupa drzew Lorynieckie Daglezje

Data ustanowienia: 2007-05-24
Typ pomnika:Wieloobiektowy
Podtyp pomnika:Grupa drzew
- Pomnik przyrody Diabelski Kamień

Data ustanowienia: 1954-08-17
Typ pomnika:Jednoobiektowy
Rodzaj tworu:głaz narzutowy
Opis pomnika: głaz z metalowym krzyżem, obwód: 13,20 cm
- Pomnik przyrody Buk Franciszek, Buk Gerard, Buk Klemens, Buk Czesław, Buk Antoni

Data ustanowienia: 1986-12-13
Typ pomnika:Wieloobiektowy
Podtyp pomnika:Grupa drzew
- Pomnik przyrody Klon Adam

Data ustanowienia: 1989-06-27
Typ pomnika:Jednoobiektowy
Rodzaj tworu:drzewo
Gatunek drzewa:Klon pospolity (Klon zwyczajny) – Acer platanoides
Wysokość [m]:20
Pierśnica [cm]:146
Opis pomnika: Korona schorowana, pień zdrowy, obwód: 460 cm
- Pomnik przyrody Dąb Andrzej

Data ustanowienia: 1989-06-27
Typ pomnika:Jednoobiektowy
Rodzaj tworu:drzewo
Gatunek drzewa:Klon pospolity (Klon zwyczajny) – Acer platanoides
Wysokość [m]:20
Pierśnica [cm]:146
Opis pomnika: Korona schorowana, pień zdrowy, obwód: 460 cm
- Pomnik przyrody Lipa Rozalia

Data ustanowienia: 1992-03-15
Typ pomnika:Jednoobiektowy
Rodzaj tworu:drzewo
Gatunek drzewa:Lipa drobnolistna – Tilia cordata
Wysokość [m]:28
Pierśnica [cm]:156
Opis pomnika: drzewo zdrowe, obwód: 490 cm
- Pomnik przyrody Modrzew Teodor

Data ustanowienia: 1992-03-15
Typ pomnika:Jednoobiektowy
Rodzaj tworu:drzewo
Gatunek drzewa:Modrzew europejski – Larix decidua
Wysokość [m]:25
Pierśnica [cm]:102
Opis pomnika: Drzewo posiada martwicę rdzenia, zaatakowane przez huby
- Pomnik przyrody Lipa Ludwika

Data ustanowienia: 1993-05-05
Typ pomnika:Jednoobiektowy
Rodzaj tworu:drzewo
Gatunek drzewa:Lipa drobnolistna – Tilia cordata
Wysokość [m]:22
Pierśnica [cm]:115
Opis pomnika: drzewo zdrowe, obwód: 360 cm
- Użytek ekologiczny Żurawinowe Bagno

Rodzaj użytku: torfowisko
Data ustanowienia: 2006-04-20
Powierzchnia [ha]: 0,4300
Opis wartości przyrodniczej: torfowisko wysokie
- Użytek ekologiczny Księże łąki

Rodzaj użytku: siedlisko przyrodnicze i stanowisko rzadkich lub chronionych gatunków
Data ustanowienia: 2009-10-02
Powierzchnia [ha]: 0,0000
Opis wartości przyrodniczej: kompleks łąk i bagien
- Użytek ekologiczny Wesków Bagna

Rodzaj użytku: śródleśne oczko wodne
Data ustanowienia: 2003-01-25
Powierzchnia [ha]: 2,4200
Opis wartości przyrodniczej: śródleśne oczko wodne
- Użytek ekologiczny Żobińsczich Błoto

Rodzaj użytku: śródleśne oczko wodne
Data ustanowienia: 2003-01-25
Powierzchnia [ha]: 1,4300
Opis wartości przyrodniczej: śródleśne oczko wodne z płem mszarnym
- Użytek ekologiczny Grzybowski Młyn

Rodzaj użytku: torfowisko
Data ustanowienia: 2006-04-20
Powierzchnia [ha]: 2,4000
Opis wartości przyrodniczej: śródleśne torfowisko
- Użytek ekologiczny Kotel

Rodzaj użytku: torfowisko
Data ustanowienia: 2006-04-20
Powierzchnia [ha]: 6,1400
Opis wartości przyrodniczej: łąka i torfowisko
- Użytek ekologiczny Zabrody

Rodzaj użytku: torfowisko
Data ustanowienia: 2006-04-20
Powierzchnia [ha]: 2,9100
Opis wartości przyrodniczej: torfowisko przejściowe
- Użytek ekologiczny Torfowisko Szenajda

Rodzaj użytku: torfowisko
Data ustanowienia: 2006-04-20
Powierzchnia [ha]: 2,1900
Opis wartości przyrodniczej: torfowisko przejściowe
- Użytek ekologiczny Kiszewskie Bagno

Rodzaj użytku: torfowisko
Data ustanowienia: 2006-04-20
Powierzchnia [ha]: 2,3600
Opis wartości przyrodniczej: torfowisko przejściowe
- Użytek ekologiczny Torfowisko Ludwikowo

Rodzaj użytku: torfowisko
Data ustanowienia: 2006-04-20
Powierzchnia [ha]: 2,9100
Opis wartości przyrodniczej: torfowisko przejściowe
- Użytek ekologiczny Modrzewnicowy Mszar

Rodzaj użytku: torfowisko
Data ustanowienia: 2006-04-20
Powierzchnia [ha]: 0,9000
Opis wartości przyrodniczej: torfowisko wysokie
- Użytek ekologiczny Torfowiska nad jeziorem Gołuń

Rodzaj użytku: torfowisko
Data ustanowienia: 2006-04-20
Powierzchnia [ha]: 10,0500
Opis wartości przyrodniczej: torfowisko wysokie i przejściowe
- Pomnik przyrody Buk Jakub

Data ustanowienia: 2018-05-24
Typ pomnika:Jednoobiektowy
Rodzaj tworu:drzewo
Gatunek drzewa:Buk pospolity (Buk zwyczajny) – Fagus sylvatica
Wysokość [m]:28
Pierśnica [cm]:131
Opis pomnika: Drzewo zdrowe, drzewo dwupienne, rozłożysta korona
- Pomnik przyrody Buk Ryszard

Data ustanowienia: 2018-05-24
Typ pomnika:Jednoobiektowy
Rodzaj tworu:drzewo
Gatunek drzewa:Buk pospolity (Buk zwyczajny) – Fagus sylvatica
Wysokość [m]:32
Pierśnica [cm]:108
Opis pomnika: drzewo zdrowe, obwód: 340 cm
- Pomnik przyrody Leśny Król

Data ustanowienia: 2018-05-24
Typ pomnika:Jednoobiektowy
Rodzaj tworu:drzewo
Gatunek drzewa:Dąb szypułkowy – Quercus robur
Wysokość [m]:31
Pierśnica [cm]:110
Opis pomnika: Drzewo zdrowe, na korze występują porosty z rodziny odnożycowatych, obwód:345 cm
- Pomnik przyrody Kasztanowiec Teodor

Data ustanowienia: 2018-05-24
Typ pomnika:Jednoobiektowy
Rodzaj tworu:drzewo
Gatunek drzewa:Kasztanowiec – Aesculus sp.
Wysokość [m]:18
Pierśnica [cm]:92
Opis pomnika: Drzewo zdrowe, obwód: 290 cm
- Pomnik przyrody Dąb Makary

Data ustanowienia: 2018-10-24
Typ pomnika:Jednoobiektowy
Rodzaj tworu:drzewo
Gatunek drzewa:Dąb szypułkowy – Quercus robur
Wysokość [m]:18
Pierśnica [cm]:140
Opis pomnika: drzewo zdrowe, obwód: 440 cm
- Pomnik przyrody Jałowiec Albin

Data ustanowienia: 2018-10-24
Typ pomnika:Jednoobiektowy
Rodzaj tworu:drzewo
Gatunek drzewa:Jałowiec pospolity – Juniperus communis
Wysokość [m]:6
Opis pomnika: Powierzchnia pomnika przyrody: 6.90 m²
- Pomnik przyrody Jałowiec Teofil

Data ustanowienia: 2018-10-24
Typ pomnika:Jednoobiektowy
Rodzaj tworu:drzewo
Gatunek drzewa:Jałowiec pospolity – Juniperus communis
Wysokość [m]:4
Opis pomnika: powierzchnia pomnika przyrody 6,30 m²
- Pomnik przyrody Dąb Marcin

Data ustanowienia: 2018-10-24
Typ pomnika:Jednoobiektowy
Rodzaj tworu:drzewo
Gatunek drzewa:Dąb szypułkowy – Quercus robur
Wysokość [m]:19
Pierśnica [cm]:143
Opis pomnika: drzewo zdrowe, obwód: 450 cm
- Pomnik przyrody Żywotnik Aniela

Data ustanowienia: 2018-05-24
Typ pomnika:Jednoobiektowy
Rodzaj tworu:drzewo
Gatunek drzewa:Żywotnik zachodni – Thuja occidentalis
Wysokość [m]:18
Pierśnica [cm]:57
Opis pomnika: obwód: 180 cm
- Pomnik przyrody Klon Aleksander

Data ustanowienia: 2018-05-24
Typ pomnika:Jednoobiektowy
Rodzaj tworu:drzewo
Gatunek drzewa:Klon pospolity (Klon zwyczajny) – Acer platanoides
Wysokość [m]:22
Pierśnica [cm]:127
Opis pomnika: drzewo zdrowe, obwód: 400 cm
- Pomnik przyrody Klon Albert

Data ustanowienia: 2018-05-24
Typ pomnika:Jednoobiektowy
Rodzaj tworu:drzewo
Gatunek drzewa:Klon pospolity (Klon zwyczajny) – Acer platanoides
Wysokość [m]:20
Pierśnica [cm]:92
Opis pomnika: drzewo zdrowe, obwód: 290 cm
- Pomnik przyrody Grab Hilary

Data ustanowienia: 2018-05-24
Typ pomnika:Jednoobiektowy
Rodzaj tworu:drzewo
Gatunek drzewa:Grab zwyczajny (Grab pospolity) – Carpinus betulus
Wysokość [m]:28
Pierśnica [cm]:89
Opis pomnika: stan zdrowotny dobry, obwód: 280 cm
- Pomnik przyrody Buk Henryk

Data ustanowienia: 2018-05-24
Typ pomnika:Jednoobiektowy
Rodzaj tworu:drzewo
Gatunek drzewa:Buk pospolity (Buk zwyczajny) – Fagus sylvatica
Wysokość [m]:28
Pierśnica [cm]:95
Opis pomnika: drzewo zdrowe, obwód: 300 cm
- Pomnik przyrody Buk Roman

Data ustanowienia: 2018-05-24
Typ pomnika:Jednoobiektowy
Rodzaj tworu:drzewo
Gatunek drzewa:Buk pospolity (Buk zwyczajny) – Fagus sylvatica
Wysokość [m]:30
Pierśnica [cm]:115
Opis pomnika: drzewo zdrowe, obwód: 360 cm
- Pomnik przyrody Jesion Feliks

Data ustanowienia: 2018-05-24
Typ pomnika:Jednoobiektowy
Rodzaj tworu:drzewo
Gatunek drzewa:Jesion wyniosły – Fraxinus excelsior
Wysokość [m]:35
Pierśnica [cm]:103
Opis pomnika: drzewo zdrowe, obwód: 325 cm
- Pomnik przyrody Lipa Maja

Data ustanowienia: 1992-03-15
Typ pomnika:Jednoobiektowy
Rodzaj tworu:drzewo
Gatunek drzewa:Lipa drobnolistna – Tilia cordata
Wysokość [m]:20
Pierśnica [cm]:99
Opis pomnika: Drzewo zdrowe, obwód: 310 cm
- Pomnik przyrody Sosna Cecylia

Data ustanowienia: 2018-05-24
Typ pomnika:Jednoobiektowy
Rodzaj tworu:drzewo
Gatunek drzewa:Sosna zwyczajna (Sosna pospolita) – Pinus sylvestris
Wysokość [m]:18
Pierśnica [cm]:86
Opis pomnika: Drzewo zdrowe, obwód: 270 cm
- Pomnik przyrody Sosna Helena

Data ustanowienia: 2018-05-24
Typ pomnika:Jednoobiektowy
Rodzaj tworu:drzewo
Gatunek drzewa:Sosna zwyczajna (Sosna pospolita) – Pinus sylvestris
Wysokość [m]:1
Pierśnica [cm]:115
Opis pomnika: drzewo zdrowe, obwód: 360 cm
- Pomnik przyrody Król Płęs

Data ustanowienia: 2018-05-24
Typ pomnika:Jednoobiektowy
Rodzaj tworu:drzewo
Gatunek drzewa:Buk pospolity (Buk zwyczajny) – Fagus sylvatica
Wysokość [m]:18
Pierśnica [cm]:105
Opis pomnika: drzewo zdrowe, obwód: 330cm
- Pomnik przyrody Buk Arnold

Data ustanowienia: 2018-05-24
Typ pomnika:Jednoobiektowy
Rodzaj tworu:drzewo
Gatunek drzewa:Buk pospolity (Buk zwyczajny) – Fagus sylvatica
Wysokość [m]:25
Pierśnica [cm]:115
Opis pomnika: buk pospolity odmiana purpurowa, drzewo zdrowe, podwójna odnoga, obwód: 360 cm
- Użytek ekologiczny Jezioro Drzędno

Rodzaj użytku: śródleśne oczko wodne
Data ustanowienia: 2019-06-22
Powierzchnia [ha]: 8,4500
Opis wartości przyrodniczej: Użytek ekologiczny pod nazwą „Jezioro Drzędno” obszar obejmujący jezioro Drzędno będące jeziorem lobeliowym – cennym siedliskiem przyrodniczym lobelii jeziornej Lobelia dortmanna, brzeżycy jednokwiatowej Littorella uniflora oraz elismy wodnej Luronium natans.
Źródło: Centralny Rejestr Form Ochrony Przyrody

## Sąsiednie gminy
Dziemiany, Karsin, Kościerzyna, Liniewo, Lipusz, Nowa Karczma, Somonino, Stara Kiszewa, Stężyca, Sulęczyno

## Gminy partnerskie
- Cölbe – umowy partnerskie zostały podpisane przez przedstawicieli władz obydwu gmin w latach 1990–1991. Pierwszą część polsko-niemieckiej umowy podpisano podczas wizyty kościerskiej delegacji  w Cölbe w dniach 19–22 listopada 1990 roku. W rozmowach partnerskich uczestniczył także Janusz Reiter, ambasador Polski w RFN. Główna uroczystość zawarcia umowy partnerskiej odbyła się 20 maja 1991 roku w Kościerzynie podczas „Dni Cölbe w Kościerzynie” odbywających się od 17 do 22 maja[18].
- Gmina Pniewy – 13 czerwca 2015 r. podpisano „Umowę o partnerskiej współpracy” pomiędzy Gminą Pniewy i Gminą Kościerzyna. W obecności Przewodniczących rad gmin swoje podpisy pod umową złożyli Burmistrz Pniew Jarosław Przewoźny oraz Wójt Gminy Kościerzyna Grzegorz Piechowski  i w ten sposób zadeklarowali wolę współpracy i partnerstwa[18].
- Gmina Radków – 31 maja 2019 r. Gmina Kościerzyna i Gmina Radków podpisały umowę partnerską. Nawiązanie trwałego partnerstwa ma służyć dobru obu gmin, ich rozwojowi i integracji. Taką przyjaźń gmina Kościerzyna nawiązała już z Gminą Cölbe w Niemczech i Gminą Pniewy w Wielkopolsce. Od ponad 20 lat partnerem Pniew jest Radków, więc krąg współpracy się poszerzył. Oficjalne podpisanie umowy o partnerstwie odbyło się 31 maja 2019 roku w Urzędzie Miejskim w Pniewach, gdzie spotkali się przedstawiciele  gmin: Kościerzyna, Pniewy, Radków oraz Cölbe. Współpraca ma miejsce w zakresie: – oświaty, wychowania i edukacji, – kultury, rekreacji, sportu i turystyki, – wymiany młodzieży, – współpracy między jednostkami ochotniczej straży pożarnej oraz kołami gospodyń wiejskich, – promowania kultury regionalnej, – zadań o charakterze ogólnospołecznym, – wspierania i upowszechniania idei samorządowej i promocji gmin przy udziale mieszkańców. Gmina wiejsko-miejska Radków znajduje się w powiecie kłodzkim. Jej siedziba to miasto Radków[19].